# Hadi Aghily
Hadi Aghily, född 15 januari 1981 i Teheran, är en iransk före detta fotbollsspelare som senast spelade i Sepahan i Iran Pro League.

## Karriär

### Klubblag
Aghily startade sin karriär i Persepolis men gjorde bara en match i A-laget och flyttade 2001 till Saipa. Efter tre säsonger skrev Aghily på för Sepahan, där han vann Hazfi Cup 2006 och var med och tog klubben till AFC Champions League-final där man dock förlorade mot japanska Urawa Red Diamonds med totalt 3-1. Han var även med i VM för klubblag 2007 där han var olycklig nog att göra två självmål i matcherna mot Waitakere United och Urawa Red Diamonds. Han vann också Iran Pro League under sina två sista år i klubben 2010 och 2011.
Under sommaren 2011 skrev Aghily på för Al-Arabi från Qatar. Han blev genast lagkapten och ledde laget till seger i Sheikh Jassem Cup. Efter en säsong flyttade han vidare till Qatar SC, innan han återvände till Sepahan 2013.

### Landslag
Hadi Aghily gjorde sin debut för Irans landslag 4 oktober 2006 i en match mot Irak. Han var med och spelade två stora turneringar; Asiatiska mästerskapet 2007 och 2011. Innan en kvalmatch mot Libanon till asiatiska mästerskapet 2015 lämnade Aghily landslagsamlingen när han fick reda på att han inte skulle starta matchen. Det iranska fotbollsförbundet beslöt då att stänga av honom från landslaget i ett år. Aghily gjorde totalt 69 landskamper och tio mål för Iran.

## Meriter
Sepahan
- AFC Champions League: Tvåa 2007
- Iran Pro League: 2010, 2011, 2015
- Hazfi Cup: 2006, 2007

Al-Arabi
- Sheikh Jassem Cup: 2011

Iran
- Västasiatiska mästerskapet: 2008